# Култура чаја у Мексику
Мексичка култура чаја је позната по својим традиционалним биљним чајевима за које се сматра да имају лековита својства . Последњих деценија, увезени чајни напици такође су постали популарни у Мексику. Рецепти за мексички чај су постали популарни и изван Мексика.

## Историја
На простору данашњег Мексика расту бројне аутохтоне биљке које су локалне културе користиле за прављење инфузија вековима пре шпанске колонизације. Међутим, чајеви из Европе и Азије нису уведени у мексичку пољопривреду и тек треба да достигну ниво популарности који имају у многим другим земљама. Клима Мексика је разнолика, од пустиња до планинских висоравни и тропских кишних шума на југоистоку. Југоисточни регион може бити погодан за узгој увозних чајева.
Мали број истакнутих установа у Мексико Ситију има формалне чајне собе у којима се служи чај у британском стилу, укључујући хотел Marquis Reforma  и хотел Presidente Inter-Continental Mexico City hotel.

## Биљни чајеви
Биљни чајеви су уобичајени у Мексику. Многе врсте биља, како аутохтоне тако и увезене, продају се на мексичким пијацама. Традиционалне медицинске биљне инфузије су уобичајене у неким мексичким имигрантским заједницама у Сједињеним Америчким Државама 
Полео је чај направљен од биљке Hedeoma drummondii. Осим што се користи за прављење пића у Мексику, ова биљка је такође коришћена као кулинарски зачин од стране домаћих култура северно од Мексика. Утврђено је да је Полео богат антиоксидансима.
Hierba buena (Добра биљка) је име које се даје разним чајевима од менте који се продају на многим тржиштима у Мексику. Ова биљка је слична јерба матеу, који се користи у многим латиноамеричким земљама као мате, и широко се сматра да има здравствене предности. Благе стомачне тегобе се често лече напитком од лимунске траве или лимоном .
Традиционалне мексичке чајеве треба конзумирати са великим опрезом, јер погрешне дозе појединих врста чаја могу бити токсичне.
Чај од дамјане направљен од листова дамијане обично се пије у Мексику и Бразилу за лечење импотенције. Исту врсту чаја су користили и Астеци.
Чај од камилице је популаран у Мексику.

## Модерни чајеви
Јамајка ледени чај је популаран биљни чај направљен од цветова и листова јамајчанске биљке хибискуса (Hibiscus sabdariffa), познате као flor de Jamaica у Мексику. Служи се хладно и прилично слатко са доста леда. Црвени напитак који се на српском зове чај од хибискуса, је у Мексику познат као agua de Jamaica (вода Јамајке), и широко је доступан у ресторанима и код уличних продаваца.

## Чампурадо
Чампурадо је мексички чоколадни напитак, који се понекад погрешно назива мексички чоколадни чај. То је популаран рецепт који се извози у Сједињене Државе. Ово пиће је направљено од чоколаде и зачина са циметом. Чампурадо је повезан са чоколадом, које је традиционално астечко пиће од какао зрна.